# 萬錦
麥咸、麥城，是加拿大安大略省約克區的一座城市，位於多倫多以北，為大多伦多地區的一部分。萬錦市於2012年7月1日由镇（town）升格为市（city）。该地曾是加拿大人口最多的镇。在2021年，萬錦的人口為338,503人，是大多倫多地區第四大城鎮，排在多倫多、密西沙加及賓頓之後。多家高科技公司均將其加拿大分公司總部設於萬錦，IBM 是該市最大的雇主，因此萬錦常被喻為「加拿大的高科技首都」。根據2016年加拿大人口普查，萬錦也是加拿大全國可見少數族裔（非白人、非高加索人種）比例最高的城市，佔全市77.9%的人口，其中華裔佔全市46.5%，也是加拿大佔比較高的幾個城市之一。

## 歷史
德裔移民威廉·柏茲於1793年將現萬錦一帶劃為一個鄉，而上加拿大首任總督約翰·格雷夫斯·閃高則將之名為「萬錦」以紀念時任約克大主教的威廉·萬錦。柏茲再於1794年率領75個德裔家庭從紐約上州遷居至萬錦，每個家庭並獲分配200英畝（0.81平方）的土地；他們定居之處現為萬錦的德民坊社區。然而，殖民者往後數年生活艱苦，因此部分遷居至約克市（現多倫多市）和尼亞加拉，德民坊也逐漸變成死城一個。部分原居於賓夕法尼亞州的德國裔門諾會教徒則從1803年至1812年間遷至萬錦；這次移民行動則較為成功，而他們聚居之處亦以其中一個移民若瑟·利沙（Joseph Reesor）為名，稱為利沙村（Reesorville）。到1825年，利沙村再以萬錦鄉之名，改稱萬錦村。到1830年，大批愛爾蘭裔、蘇格蘭裔和英裔家庭移居上加拿大，當中不少到萬錦定居。
萬錦鄉内有多條溪流，居民也藉水流之利建立水動鋸木場和穀物磨坊。隨著央街等要道陸續落成，萬錦的人口繼續上升，該帶也開始都市化。萬錦鄉於1850年正式設立地方行政架構。到1857年，萬錦鄉的大部分土地已被開墾，而湯山、於人村和萬錦村等村落也大幅擴展。多倫多與尼披盛鐵路於1871年開通至萬錦，刺激了當地的經濟（現時其走綫由GO通勤鐵路使用）。
隨著多倫多於二戰後迅速發展，城市延伸現象令包括萬錦在内的外圍郊區也進一步都市化。萬錦鄉的大部分範圍亦於1971年改設萬錦鎮。南通多倫多的404號公路於1970年代開通後，萬錦的人口增長更為顯著。現時萬錦的農地已買少見少，但仍可見於麥健時少校徑（約克區25號區道）以北的地帶。

## 地理及氣候
萬錦的總面積為212.47平方公里，而其市中心位於43°53′N 79°15′W。

### 邊界
萬錦的鄰市如下：
- 西面：旺市（以央街為界）、列治文山（以7號公路和404號公路為界）
- 南面：多倫多（以士刁士路為界）
- 北面：維特治-史度夫維爾（英语：Whitchurch-Stouffville）（界綫位於19街和史度夫維爾路（英语：York Regional Road 14）之間）
- 東面：皮克靈（以約克－杜林線（英语：York Regional Road 30）為界）

### 地形
萬錦的平均高度為海拔200米。鎮內有兩條河流，分別為當河（Don River）和紅河（Rouge River）；兩者的部分支流也流經萬錦。萬錦市大部分都是平地，但位於萬錦北部的橡樹山冰磧則比鎮内大部分地區為高。

### 氣候
因為萬錦市在多倫多市的附近，萬錦鎮的氣候跟多倫多的氣候幾乎一模一樣，只是日常天氣有些微差別。

## 人口
根據2006年人口普查得出的結果為：
| 人口                       | 261,573                          |
| 人口自2001年的變動         | +25.4 %                          |
| 人口密度                   | 每平方公里1,230.5人              |
| 全國的人口排名             | 第16名                           |
| 年齡中位數                 | 38.1 歲 （男：37歲；女：38.9歲） |
| 私人物業總數               | 81,181                           |
| 固定居民所住的私人物業總數 | 77,191                           |
| 家庭收入中位數             | 加幣 $77,163                     |

### 移民
按移民分類 (2006)：
- 加拿大出生者：42.6%
- 外國出生者：56.5%
- 非固定人口：0.9%

### 種族人口分佈
| 加拿大2011年的人口普查                             | 加拿大2011年的人口普查 | 人口    | 占總人口的比例（%） |
| -------------------------------------------------- | ---------------------- | ------- | ------------------- |
| 族群 來源: NHS 2011 Profile （页面存档备份，存于） | 华裔                   | 114,950 | 38.3                |
| 族群 來源: NHS 2011 Profile （页面存档备份，存于） | 高加索人               | 82,560  | 27.5                |
| 族群 來源: NHS 2011 Profile （页面存档备份，存于） | 南亞裔                 | 57,375  | 19.1                |
| 族群 來源: NHS 2011 Profile （页面存档备份，存于） | 黑人                   | 9,715   | 3.2                 |
| 族群 來源: NHS 2011 Profile （页面存档备份，存于） | 菲律賓人               | 9,020   | 3.0                 |
| 族群 來源: NHS 2011 Profile （页面存档备份，存于） | 西亞人                 | 6,185   | 2.1                 |
| 族群 來源: NHS 2011 Profile （页面存档备份，存于） | 阿拉伯人               | 3,400   | 1.1                 |
| 族群 來源: NHS 2011 Profile （页面存档备份，存于） | 韓國裔                 | 3,160   | 1.0                 |
| 族群 來源: NHS 2011 Profile （页面存档备份，存于） | 東南亞人               | 2,750   | 0.9                 |
| 族群 來源: NHS 2011 Profile （页面存档备份，存于） | 其他可见少数族裔       | 1,995   | 0.7                 |
| 拉丁美洲人                                         | 1,600                  | 0.5     |                     |
| 多元可见少数族裔                                   | 5,805                  | 1.9     |                     |
| 原住民                                             | 485                    | 0.2     |                     |
| 總人口                                             | 總人口                 | 300,140 | 100                 |

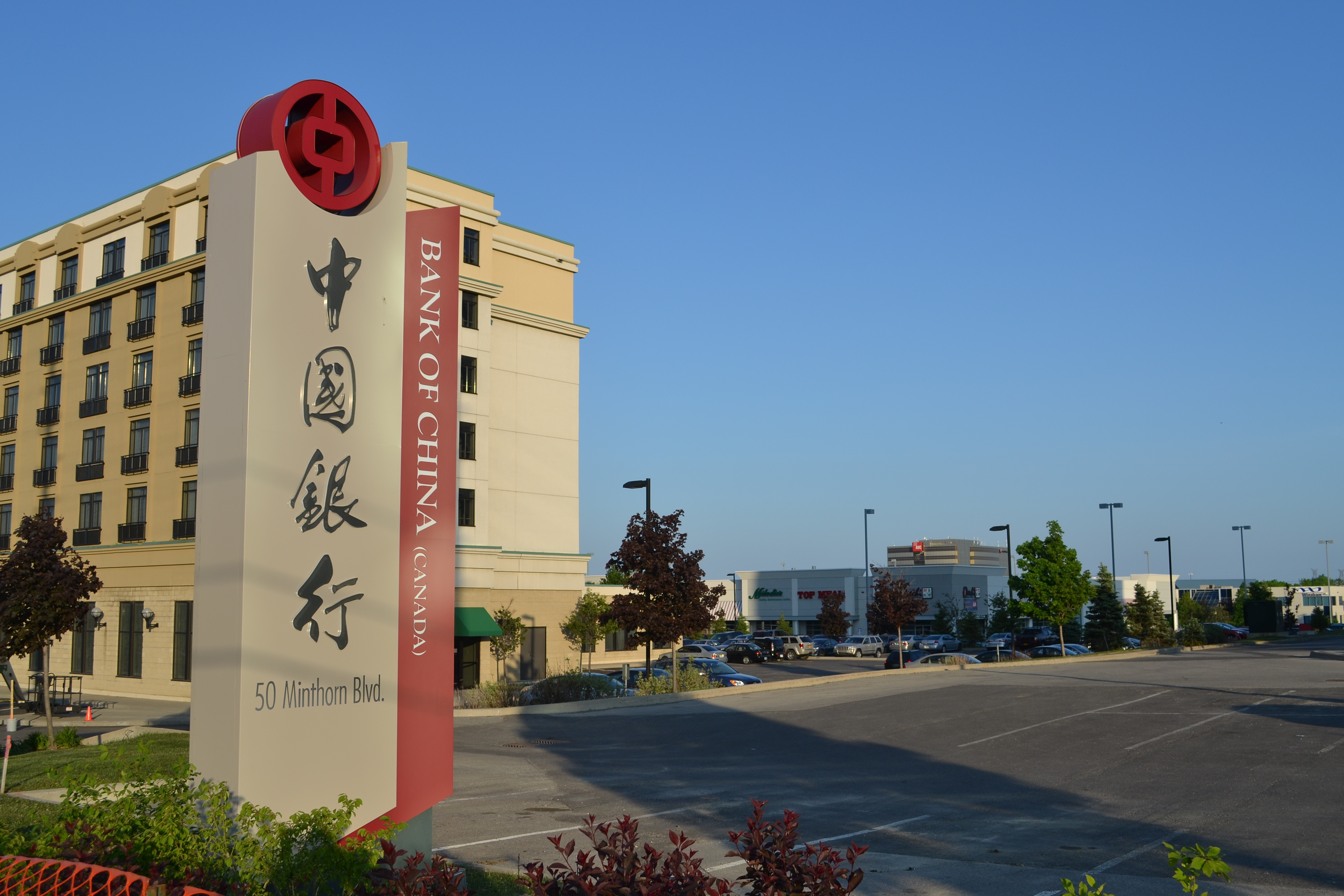
中國銀行分行

少數族裔構成72.5%萬錦市人口，成爲加拿大最大少數族裔構成的城市。
| 加拿大2016年的人口普查                             | 加拿大2016年的人口普查 | 人口    | 占總人口的比例（%） |
| -------------------------------------------------- | ---------------------- | ------- | ------------------- |
| 族群 來源: NHS 2011 Profile （页面存档备份，存于） | 华裔                   | 153,285 | 46.8                |
| 族群 來源: NHS 2011 Profile （页面存档备份，存于） | 歐洲裔                 | 72,825  | 22.2                |
| 族群 來源: NHS 2011 Profile （页面存档备份，存于） | 南亞裔                 | 58,880  | 18.0                |
| 族群 來源: NHS 2011 Profile （页面存档备份，存于） | 拉丁美洲人             | 15,870  | 4.8                 |
| 族群 來源: NHS 2011 Profile （页面存档备份，存于） | 西亞中東阿拉伯人       | 13,735  | 4.8                 |
| 族群 來源: NHS 2011 Profile （页面存档备份，存于） | 菲律賓人               | 10,265  | 3.1                 |
| 族群 來源: NHS 2011 Profile （页面存档备份，存于） | 非洲裔                 | 7,520   | 2.3                 |
| 族群 來源: NHS 2011 Profile （页面存档备份，存于） | 其他東亞&東南亞人      | 6,275   | 1.9                 |
| 族群 來源: NHS 2011 Profile （页面存档备份，存于） | 韓國裔                 | 4,840   | 1.5                 |
| 族群 來源: NHS 2011 Profile （页面存档备份，存于） | 原住民                 | 1,130   | 0.3                 |
| 總人口                                             | 總人口                 | 327,400 | 100                 |

### 語言

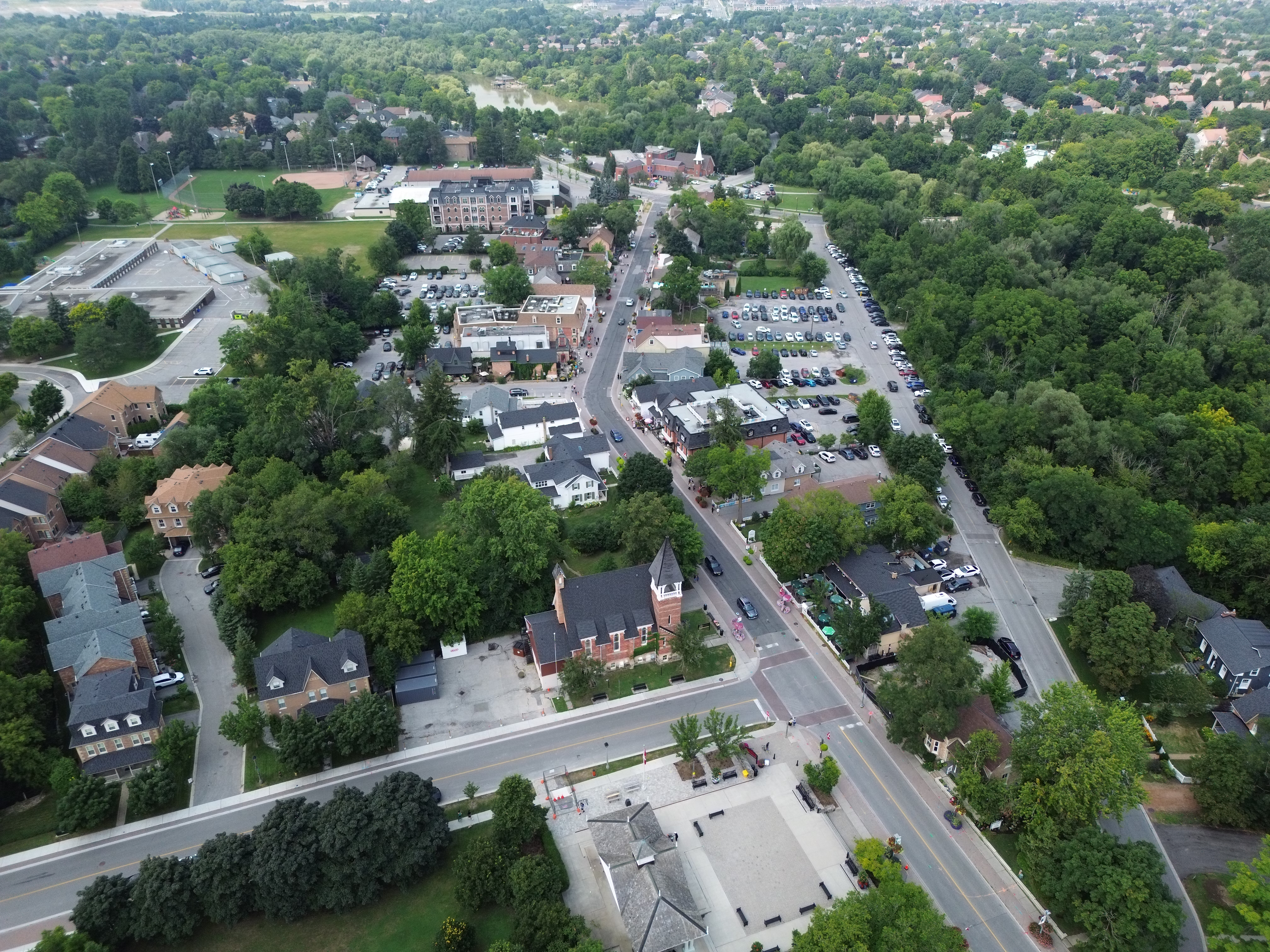
在於人村的Main街

2011年人口普查的母語回答：
- 英語：38.5%
- 法語：0.7%
- 非官方語言：57.2%
  - 廣州話：16.4%
  - 中文（未指定）：10.8%
  - 泰米爾語：5.3%
  - 官話：4.9%
  - 烏爾都語：2.4%
- 多數回答：3.7%

### 宗教信仰
按宗教信仰分類 (2011)：
- 基督教：44.1%
- 印度教：10.1%
- 回教：7.3%
- 佛教：4.4%
- 猶太教：2.4%
- 錫克教：1.4%
- 其他宗教信仰：>0.4%
- 無宗教：29.9%

## 經濟

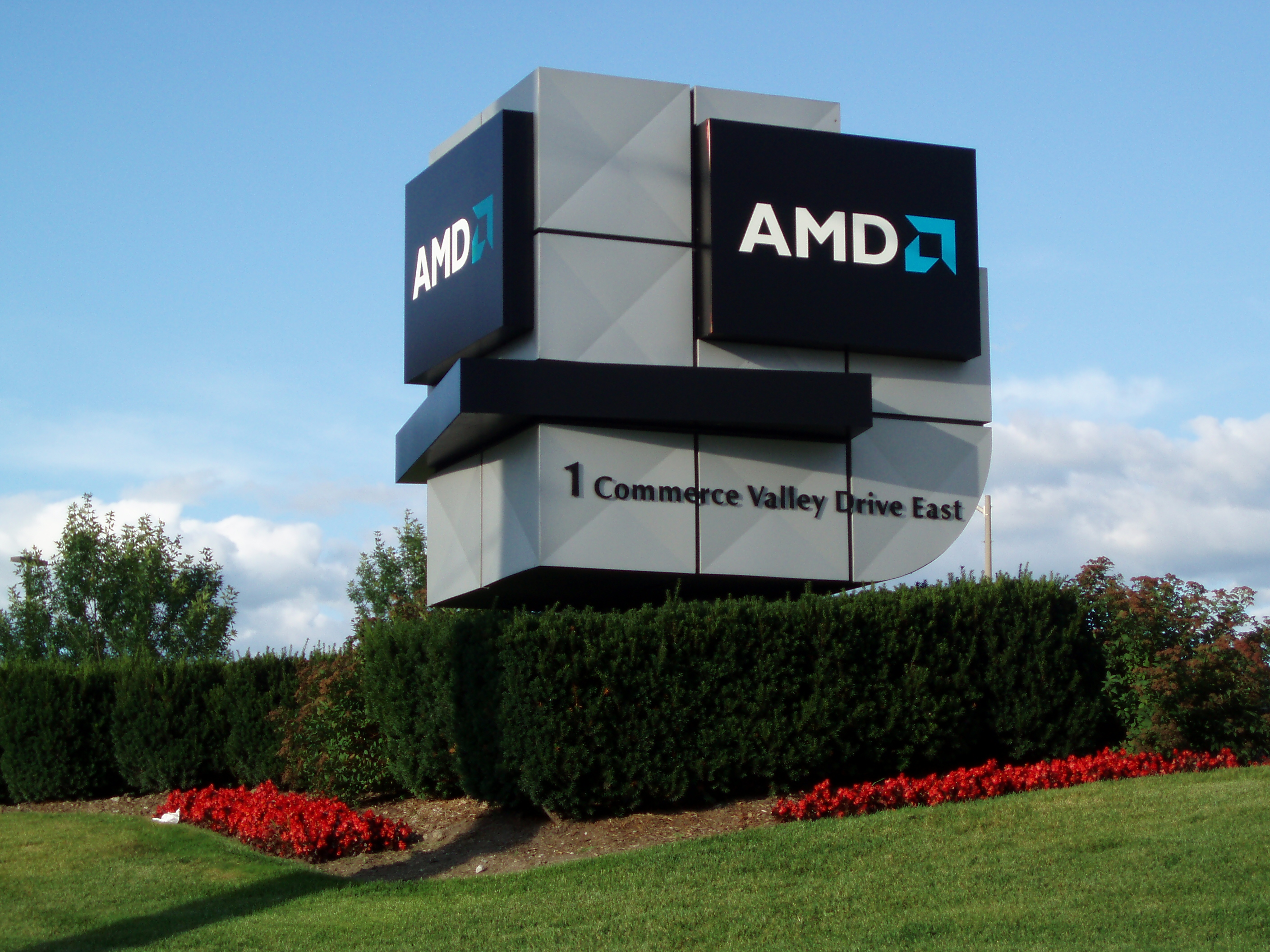
AMD位於萬錦的總部

### 高科技行業
IBM、摩托羅拉、東芝、阿爾卡特-朗訊、昇陽、蘋果電腦、美國運通、华为及AMD的加拿大分公司總部均位於萬錦，因此萬錦常被喻為加拿大的高科技首都。

### 零售行業
由於不少華人聚居於此，因此萬錦市亦有數個華人商場：
- 太古廣場（Pacific Mall）
- 城市廣場（Market Village Mall）（已於2018年3月關閉，並未來重建為匯通廣場）
- 萬錦廣場（First Markham Place）
- 大都會廣場，又名小台北（Metro Square）
- 旺角廣場（Peachtree Centre）
- 新旺角廣場（New Kennedy Square）
- 朗豪坊（Langham Square/South Unionville Square）

其他的商場包括
- 麥威老購物中心（Markville Shopping Centre）
- 士刁士夾404商場 （页面存档备份，存于）（The Shops on Steeles and 404）
- 康山廣場（Thornhill Square）

## 交通

### 公共交通
萬錦公車局從1973年至2001年間為萬錦提供公車服務。該機構於2001年與列治文山、新市及旺市的公車局合併成約克區公車局（YRT），為整個約克區提供公車服務。YRT旗下的活力巴士（Viva）亦駛經萬錦，當中粉紅綫和綠綫分別接駁多倫多地鐵的芬治站和當妙斯站。 具体线路班次及票价可查阅YRT官网 （页面存档备份，存于）。

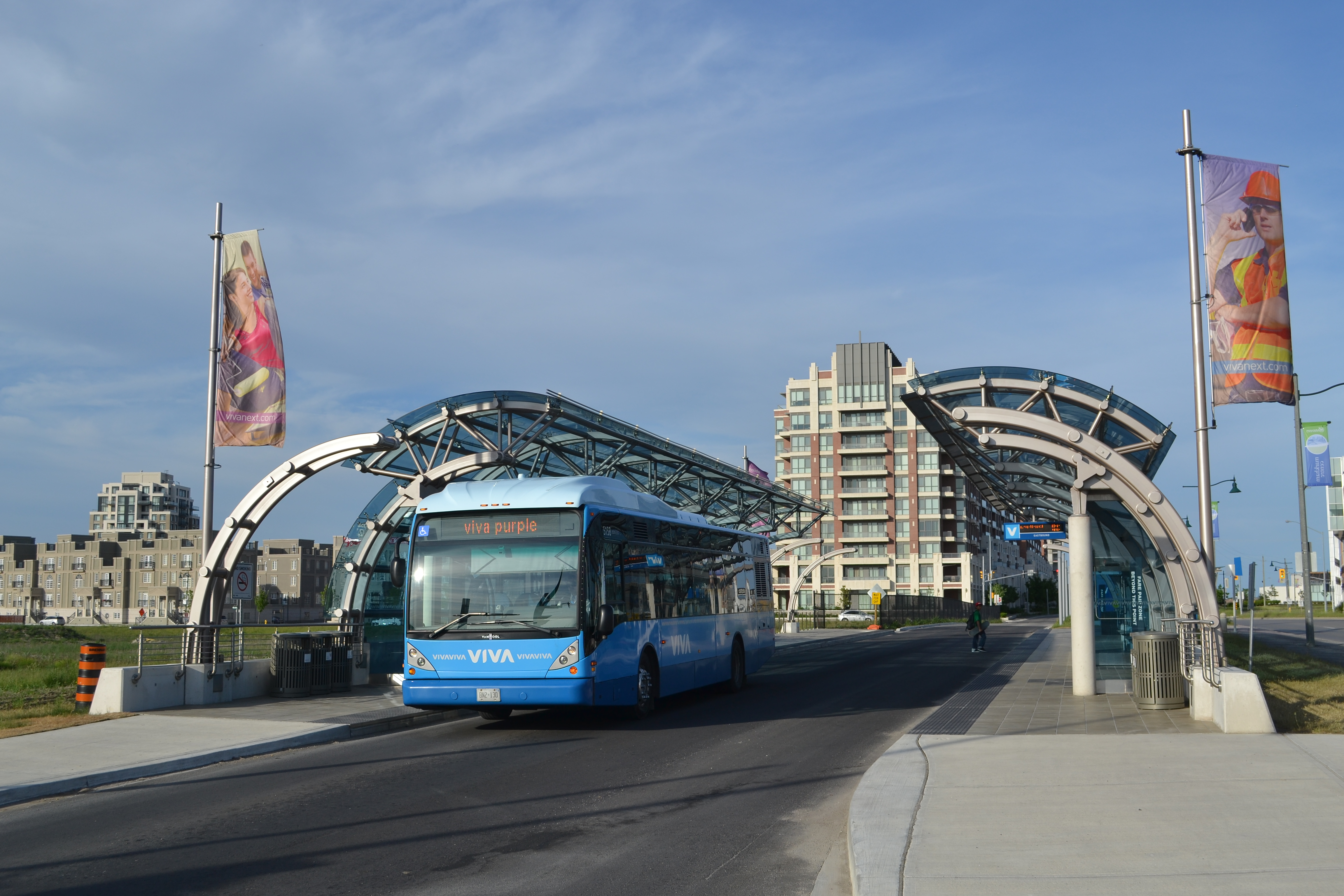
Viva巴士

多倫多公車局（TTC）的部分巴士綫亦跨越市界連接多倫多和萬錦，如華登路（Warden Avenue）、貝治芒道（Birchmount Road）、麥高雲道（McCowan Road）及萬錦道（Markham Road）等路綫，但跨區乘客須付雙程車費。具体线路班次及票价可查阅TTC官网。
GO運輸运营的（Stouffville Line）提供由萬錦前往多倫多联合车站（Union Station）的通勤鐵路服務，萬錦以内的車站為於人村（Unionville ）、森田尼爾（Centennial）、萬錦（Markham ）和喜樂山（Mount Joy）。从万锦坐通勤火车到多伦多市中心可避开拥堵的404省道和当河谷园林公路（Don Valley Parkway），耗时约40-50分钟，COVID疫情后Stouffville Line班次为每小时一班。GO運輸还运营有若干Go Bus线路，走高速公路停站较少，连接大多伦多地区的各个交通枢纽与热门地点（如Unionville火车站，Square One，Yorkdale Terminal）。具体线路班次及票价可查阅GO Transit官网 （页面存档备份，存于）。
以上公共交通机构均可刷Presto卡进行支付，刷Presto卡可享受相比投币更低的价格。

### 道路
通過萬錦的公路安省404公路和安省407公路。前者呈南北向連接多倫多和紐馬克；後者則是呈東西向的收費公路，繞過多倫多北部連接萬錦、旺市、賓頓及布靈頓。
安省407公路和約克7號區道平行。約克7號區道是一條東西貫通的通道，由於發展商不斷在公路两旁發展，令此通道經常塞車。其他東西貫通的道路有約克73號區道（16街）、約克25號區道（麥健時少校徑）及士刁士路等。

### 空中服務
已於2023年11月關閉的多倫多巴頓維爾機場曾是加拿大十大機場之一，關閉前曾提供往渥太華及蒙特利爾的服務。
服務公司有：
- NexJet Aviation
- Million Air
- Executive Edge Air Charter
- Aviation Limited
- Canadian Flyers International

## 教育
萬錦市擁有四個公立教育局：約克區教育局（York Region District School Board）運營英語世俗學校，約克天主教教育局（York Catholic District School Board）運營英語天主教學校，維亞蒙德公校局（Conseil scolaire Viamonde）運營法語世俗學校，中南天主教公校局（Conseil scolaire de district catholique Centre-Sud） 運營法語天主教學校。
- 約克區教育局（York Region District School Board）
  - 比爾·克羅瑟斯中學（Bill Crothers Secondary School）
  - 大果櫟中學（Bur Oak Secondary School）
  - 萬錦區域中學（Markham District High School）
  - 馬克維爾高級中學（Markville Secondary School）
  - 密都菲中學（Middlefield Collegiate Institute）
  - 米利肯米尔斯中學（Milliken Mills High School）
  - 皮埃尔·埃利奥特·特鲁多中學（Pierre Elliott Trudeau High School）
  - 康山中學（Thornhill Secondary School）
  - 康利中學（Thornlea Secondary School）
  - 於人村中學（Unionville High School）
- 約克天主教教育局（York Catholic District School Board）
  - 聖安德烈修士天主教中學（St. Brother André Catholic High School）
  - 聖奧斯定天主教中學（St. Augustine Catholic High School）
  - 聖羅伯特天主教中學（St. Robert Catholic High School）
  - 麥吉富尼神父天主教學院（Father Michael McGivney Catholic Academy）

## 知名人士
- 陳柏宇
- 張雪芹
- 海登·克里斯滕森
- 梅納·馬蘇德

## 友好城市
- 中華民國臺灣新竹
- 中华人民共和国廣東省佛山
- 中华人民共和国山東省淄博
- 中华人民共和国湖北省武汉
- 中华人民共和国江西省赣州市

## 姐妹城市
- 美国北卡羅萊納州卡里
- 美国得克薩斯州珍珠蘭（英语：Pearland, Texas）
- 德国諾凌根
- 中华人民共和国廣東省花都
- 菲律賓拉斯皮納斯市
- 中华人民共和国廣東省江门[18]

## 外部連結
- 萬錦市官方網站 （页面存档备份，存于） (英文)

43°53′N 79°15′W / 43.883°N 79.250°W